# Арсланбоб
Арстанбоб (кирг. Арстанбап) — село и курорт в Базар-Коргонском районе Джалал-Абадской области Кыргызстана, расположено в 690 км от Бишкека в Арстанбапской долине. Является туристической достопримечательностью. Входит состав Арстанбапского аильного округа.

## Население
Население села составляет по расчётам 2023 года 15 509 человек. Киргизы, узбеки, русские, татары, чеченцы и др. Жители села в основном работают в сфере туризма и сельского хозяйства. Разгар туристического сезона июнь, июль, август. Жители села оказывают услуги в сфере туризма, логистикой, гостиничных услуг.

## География

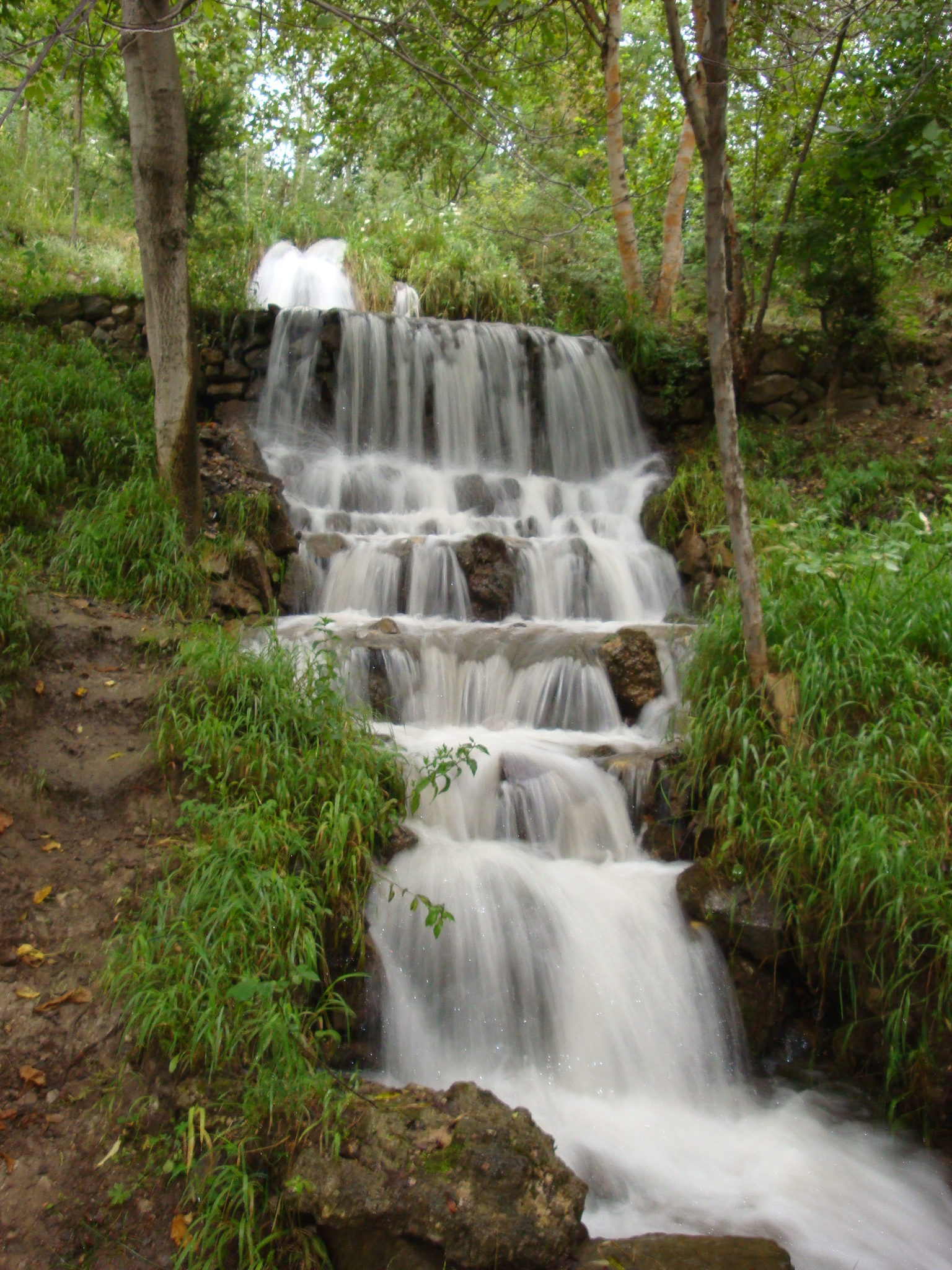
Одна из речек.

В селе Арстанбоб и Арстанбапской долине встречаются ореховые деревья высотой до 30 метров, возраст которых может превышать 1000 лет. Александр Македонский в своих походах отсюда увез орехи в Грецию и распространил там и отсюда появилось название «Грецкий орех». В селе есть два водопада Большой водопад (80 метров) и Малый (35 метров). В 1936 году в ореховых лесах Арстанбапа был акклиматизирован североамериканский енот-полоскун. Енот охотно заселяется в дупла грецкого ореха.

## Этимология
Арсланбоб назван в честь Арсланбоб-Ата (или Арстанбап-Ата), который жил в 11 веке и на самом деле его звали Салман Абдул Рахман. Он был военачальником, но также интересовался естествознанием и тем, кто посадил ореховый лес, который сейчас растет в этом районе.  Возможно, он имел арабское происхождение, где арабское слово Аслан переводится как «лев», а баб - «ворота», а на турецком языке ата означает «отец» - таким образом, «отец львиных ворот». Суффикс «Боб» означает «путешественник» или «исследователь».